# Gavicalis fasciogularis
Gavicalis fasciogularis là một loài chim trong họ Meliphagidae.